# Baltasar Rull Villar
Baltasar Rull Villar (Onda, 1901 - 1988) fou un polític valencià. Estudià dret a la Universitat de València i a la Universitat Complutense de Madrid. Va exercir com a jutge a Xelva, Sogorb, Alzira i Castelló de la Plana. En acabar la guerra civil espanyola fou nomenat cap de la secretaria política de la Secretaría General del Movimiento Nacional, i més tard magistrat de l'Audiència de València. El 1943 fou nomenat cronista oficial d'Onda.
Del 1951 al 1955 fou nomenat alcalde de València i procurador en Corts Franquistes, i el seu mandat es caracteritzarà pels primers tímids intents d'ordenació urbana. En 1960 serà nomenat magistrat de la Sala Civil del Tribunal Suprem d'Espanya fins a la seva jubilació. El 2008 la seva família va donar a l'ajuntament d'Onda la seva col·lecció de documents antics.